# Nuovo Partito Patriottico
Il Nuovo Partito Patriottico (in inglese: New Patriotic Party) è un partito politico ghanese di orientamento conservatore e liberale fondato nel 1992.

## Risultati elettorali
| Elezione          | Voti      | %     | Seggi     |
| ----------------- | --------- | ----- | --------- |
| Parlamentari 1996 | 2.346.791 | 33,78 | 61 / 200  |
| Parlamentari 2000 | 2.937.386 | 44,98 | 99 / 200  |
| Parlamentari 2004 | 4.212.844 | 49,04 | 128 / 230 |
| Parlamentari 2008 | 4.013.013 | 46,09 | 107 / 230 |
| Parlamentari 2012 | 5.248.862 | 47,51 | 123 / 275 |
| Parlamentari 2016 | 5.663.786 | 52,50 | 171 / 275 |
| Parlamentari 2020 | 6.730.587 | 51,30 | 137 / 275 |

| Elezione           | Elezione | Candidato         | Voti      | %     | Esito         |
| ------------------ | -------- | ----------------- | --------- | ----- | ------------- |
| Presidenziali 1992 | I turno  | Albert Adu Boahen | 1.204.764 | 30,29 | ❌ Non eletto |
| Presidenziali 1996 | I turno  | John Kufuor       | 2.834.878 | 39,67 | ❌ Non eletto |
| Presidenziali 2000 | I turno  | John Kufuor       | 3.131.739 | 48,17 | ✔️ Eletto     |
| Presidenziali 2000 | II turno | John Kufuor       | 3.631.263 | 56,90 | ✔️ Eletto     |
| Presidenziali 2004 | I turno  | John Kufuor       | 4.524.074 | 52,45 | ✔️ Eletto     |
| Presidenziali 2008 | I turno  | Nana Akufo-Addo   | 4.159.439 | 49,13 | ❌ Non eletto |
| Presidenziali 2008 | II turno | Nana Akufo-Addo   | 4.480.446 | 49,77 | ❌ Non eletto |
| Presidenziali 2012 | I turno  | Nana Akufo-Addo   | 5.248.898 | 47,74 | ❌ Non eletto |
| Presidenziali 2016 | I turno  | Nana Akufo-Addo   | 5.755.758 | 53,72 | ✔️ Eletto     |
| Presidenziali 2020 | I turno  | Nana Akufo-Addo   | 6.730.413 | 51,30 | ✔️ Eletto     |